# Piletocera
Piletocera is een geslacht van vlinders van de familie van de grasmotten (Crambidae), uit de onderfamilie van de Spilomelinae. De wetenschappelijke naam voor dit geslacht is voor het eerst gepubliceerd in 1863 door Julius Lederer. Lederer beschreef ook de eerste soort uit het geslacht, Piletocera violalis uit Indonesië, die als typesoort is aangeduid.

## Soorten
- P. aegimiusalis (Walker, 1859)
- P. aequalis (Walker, 1866)
- P. agathanalis Schaus, 1924
- P. albescens Rebel, 1915
- P. albicilialis Hampson, 1907
- P. albicinctata Hampson, 1897
- P. albilunata (Warren, 1896)
- P. albimixtalis Hampson, 1917
- P. albipictalis Hampson, 1907
- P. albiventralis Hampson, 1917
- P. analytodes Hampson, 1917
- P. argopis (Meyrick, 1886)
- P. batjianalis Strand, 1920
- P. bisignalis Hampson, 1917
- P. bistrigalis Hampson, 1917
- P. chloronota (Meyrick, 1889)
- P. chlorura (Meyrick, 1887)
- P. concisalis (Walker, 1859)
- P. costifascialis Hampson, 1917
- P. costipunctata (Warren, 1896)
- P. cumulalis Hampson, 1907
- P. cyclospila (Meyrick, 1886)
- P. denticostalis Hampson, 1907
- P. discalis Hampson, 1903
- P. discisignalis Hampson, 1917
- P. elongalis (Warren, 1896)
- P. enneaspila Meyrick, 1933
- P. epipercialis Hampson, 1897
- P. erebina (Butler, 1886)
- P. exuvialis (Snellen, 1890)
- P. flavalis Hampson, 1917
- P. flavidiscalis Hampson, 1917
- P. flavomaculalis Pagenstecher, 1884
- P. flexiguttalis (Warren, 1896)
- P. fluctualis (Fabricius, 1787)
- P. fulvalis Hampson, 1907
- P. hadesialis Hampson, 1907
- P. hecate (Butler, 1886)
- P. hemiphaealis (Hampson, 1907)
- P. holophaealis Hampson, 1917
- P. inconspicua Schaus, 1912
- P. inconspicualis Kenrick, 1907
- P. infernalis Hampson, 1907
- P. latalis (Walker, 1866)
- P. leucocephalis Hampson, 1917
- P. leucodelta (Meyrick, 1937)
- P. leucogastralis Hampson, 1917
- P. luteosignata Park, 1990
- P. lycopusalis (Walker, 1859)
- P. macroperalis Hampson, 1897
- P. maculifrons Hampson, 1917
- P. meekii (T. P. Lucas, 1894)
- P. megaspilalis Hampson, 1897
- P. melanauges (Meyrick, 1886)
- P. melesalis (Walker, 1859)
- P. mesophaealis Hampson, 1917
- P. metochrealis Hampson, 1917
- P. micralis Hampson, 1907
- P. microcentra (Meyrick, 1886)
- P. microdontalis Hampson, 1907
- P. nasonia Meyrick, 1933
- P. nudicornis Hampson, 1897
- P. ocelligera Meyrick, 1932
- P. ochrosema (Meyrick, 1886)
- P. octosemalis Hampson, 1896
- P. orientalis (Snellen, 1880)
- P. parvalis (Walker, 1866)
- P. penicillalis (Christoph, 1881)
- P. phaeocraspedalis Hampson, 1907
- P. plumbicostalis Hampson, 1917
- P. punctatalis (Legrand, 1966)
- P. purpureofusa Hampson, 1917
- P. quadralis (Snellen, 1901)
- P. rechingeri Tams, 1935
- P. reducta (Walker, 1866)
- P. reunionalis Viette, 1957
- P. rhopalophora Meyrick, 1934
- P. rotundalis Hampson, 1907
- P. ruficeps Hampson, 1917
- P. rufulalis Hampson, 1907
- P. scotochroa Hampson, 1917
- P. signiferalis (Wallengren, 1860)
- P. sodalis (Leech, 1889)
- P. steffanyi Tams, 1935
- P. stenipteralis Hampson, 1917
- P. stygialis Hampson, 1907
- P. tellesalis (Walker, 1859)
- P. torsicostalis Hampson, 1897
- P. ulophanes (Meyrick, 1886)
- P. violalis Lederer, 1863
- P. violascens Hampson, 1917
- P. viperalis (Guenée, 1862)
- P. xanthosoma (Meyrick, 1886)
- P. zebinalis (Walker, 1859)